# 7,5-cm-Flak L/35
Die 7,5-cm-Flak L/35 (Kp) war eine Flugabwehrkanone des Deutschen Kaiserreiches und wurde vor dem Ersten Weltkrieg entwickelt.

## Entwicklung
Mit dem gut gelungenen Entwurf der 6,5-cm-Flak L/35 begann die Friedrich Krupp AG die Entwicklung einer Flugabwehrkanone mit dem größeren Kaliber von 7,5 cm und wollte an dem Erfolg der 6,5 cm anknüpfen. Da sich aber das Gewicht erhöhte und dadurch die abklappbaren Räder tiefer in den Boden pressten, wurde dieser Entwurf nach mehreren Test 1910 wieder verworfen.
Um die 7,5-cm-Flak L/35 (Kp) fahrbar zu machen, versuchte Krupp diese auf einen Kraftwagen zu montieren. 1909 stellte man die 7,5-cm-Kraftwagenflak L/35 (Kp) erstmals vor. Durch die schlechten Testergebnisse und den nicht entsprochenen Anforderungen der Artillerie-Prüfungs-Kommission (kurz A.P.K.), wurde auch dieser Entwurf nicht in den Bestand der Truppe aufgenommen und verworfen.

## Technische Beschreibung

### 7,5-cm-Räderflak L/35 (Kp)
In der grundsätzlichen Konstruktion entsprach die 7,5-cm-Räderflak L/35 (Kp) der 6,5-cm-Räderflak L/35. Hier wurde jedoch, anstatt eines Federvorholers ein Luftvorholer verbaut. Dadurch konnte das Geschützrohr nach der Schussabgabe wieder in die Ausgangsposition zurück gleiten. Die Visiereinrichtung war an er linken Lafettenseite angebracht, welche aus einem Zielfernrohr bestand. Für das seitlichen Richten um 360 Winkelgrad, konnten die Räder abgeklappt werden. Mithilfe eines Sporns mittig unter der Lafette, wurde das Geschütz im Boden verankert.

### 7,5-cm-Kraftwagenflak L/35 (Kp)
Das Geschützrohr der 7,5-cm-Kraftwagenflak L/35 (Kp) (kurz: 7,5-cm-Kw.-Flak L/35) war ein Mantelrohr mit einem halbselbsttätigen Fallblockverschluss. Der Verschluss wurde an der linken Seite des Geschütztes von Hand betätigt. Um das Geschützrohr wieder in seine Ausgangsposition zurück zu führen, verfügte die Flak über einen Luftvorholer über dem Geschützrohr. Weiterhin verfügte es über eine Vorlaufbremse, welche bei einem Versager aktiviert wurde und verhinderte, dass das Geschützrohr über seine Feuerstellung hinausglitt.
Das Geschütz ruhte auf einem Pivotsockel und konnte um 360 Winkelgrad gedreht werden. Zum Höhenrichten verfügte es über eine Zahnbogenhöhenrichtmaschine. Damit konnte man die Flak von −5 Winkelgrad bis +75 Winkelgrad ausrichten. Die Visiereinrichtung befand sich an der rechten Seite der Lafette und verfügte über Kimme und Korn. Die verwendete Munition bestand aus einem 6,5 kg schweren Brandgeschoss, welches dem der 6,5-cm-Flak L/35 nachempfunden wurde. Das Geschoss verließ das Geschützrohr mit einer Mündungsgeschwindigkeit von 650 m/s. Dabei betrug die maximale Schussweite bei einer Rohrerhöhung von 43 Winkelgrad 9,8 km. Bei einem Höhenrichtwert von 75 Winkelgrad, flog das Geschoss bis zu 6,5 km hoch.
Das Geschütz wurde auf einen Kraftwagen mit einem 60 PS starken Motor von Daimler montiert. Der Wagen war nicht gepanzert und konnte dadurch eine Geschwindigkeit von bis zu 60 km/h auf der Straße erreichen.

## Ergebnis
Zum Einsatz kam die 7,5-cm-Kraftwagenflak L/35 (Kp) nicht, da es zu viele Mängel und Probleme aufwies. So wurde das Geschütz vor dem Schuss aus der Richtung geworfen, da der Druck des vorlaufenden Rohres zu hoch war. Dementsprechend war die Streuung sehr groß und ein genauer Schuss nicht möglich. Dadurch kam man zu dem Entschluss, das ein Vorlaufprinzip bei Flugabwehrgeschützen nicht umsetzbar sei. Im Mai 1909 sollte eine Seeschießübung mit der 7,5-cm-Kraftwagenflak L/35 (Kp) durchgeführt werden, welche aber abgesagt werden musste. Der Grund hierfür war, unter anderem ein vorgegangener Rohrkrepierer bei der 6,5-cm-Flak L/35 und die schlechten Testschuss-Ergebnisse bei der 7,5-cm-L/35.
Im Sommer 1910 fand erneut eine Seeschießübung bei Rügenwaldermünde statt. Hierbei wurden die 7,5-cm-Räderflak L/35 (Kp) und die 7,5-cm-Kraftwagenflak L/35 (Kp) erneut eingesetzt und getestet. Dabei bewährte sich die 7,5-cm-Räderflak L/35 (Kp) durch hervorragende ballistische Werte. Dennoch hatte sich das Schwenken mit den abgeklappten Räder als nicht zweckmäßig erwiesen. Im tiefen oder schlammigen Boden war ein Richten nahezu unmöglich, da die Räder kaum eine Drehung zuließen. Dadurch verschwanden die Ziele aus dem Zielfernrohr und konnten nicht bekämpft werden. Aus diesem Grund lehnte die A.P.K. die schwenkbaren Räder ab, da sie für ein Flugabwehrgeschütz ungeeignet waren. Im Kaisermanöver 1910 in Ostpreußen wurde die 7,5-cm-Räderflak L/35 (Kp) erneut eingesetzt und erprobt. Doch auch hier konnte sie nicht überzeugen und wurde endgültig als unbrauchbar abgelehnt.